# Стецьківська сільська рада (Старокостянтинівський район)
Стецькі́вська сільська́ ра́да — адміністративно-територіальна одиниця та орган місцевого самоврядування у Старокостянтинівському районі Хмельницької області. Адміністративний центр — село Стецьки.

## Загальні відомості
- Територія ради: 36,35 км²
- Населення ради: 760 осіб (станом на 2001 рік)
- Територією ради протікає річка Білка

## Населені пункти
Сільській раді підпорядковані населені пункти:
- с. Стецьки
- с. Дубина
- с. Костянець
- с. Кучівка
- с. Прохорівка

## Склад ради
Рада складається з 12 депутатів та голови.
- Голова ради: Кирилюк Василь Йосипович
- Секретар ради: Красноголовець Людмила Яківна

### Керівний склад попередніх скликань
| Прізвище, ім'я, по батькові | Основні відомості                                                 | Дата обрання | Дата звільнення |
| --------------------------- | ----------------------------------------------------------------- | ------------ | --------------- |
| Гуменюк Микола Іванович     | Сільський голова, 1963 року народження, член Партії регіонів      | 26.03.2006   | 31.10.2010      |
| Кирилюк Василь Йосипович    | Сільський голова, 1977 року народження, освіта вища, безпартійний | 31.10.2010   |                 |

Примітка: таблиця складена за даними сайту Верховної Ради України

### Депутати
За результатами місцевих виборів 2010 року депутатами ради стали:

#### За суб'єктами висування
| Суб'єкт висування                                       | Кількість обраних депутатів | %    |
| ------------------------------------------------------- | --------------------------- | ---- |
| Самовисування                                           | 7                           | 58,3 |
| Партія регіонів                                         | 3                           | 25   |
| Політична партія Всеукраїнське об'єднання «Батьківщина» | 1                           | 8,3  |
| Політична партія «Сильна Україна»                       | 1                           | 8,3  |

#### За округами
| № округу                                                | Прізвище, ім'я, по батькові           | Дата визнання обраним | Освіта             | Партійна приналежність                        | Відомості про обраного депутата                         |
| ------------------------------------------------------- | ------------------------------------- | --------------------- | ------------------ | --------------------------------------------- | ------------------------------------------------------- |
| Партія регіонів                                         |                                       |                       |                    |                                               |                                                         |
| 5                                                       | Шевчук Галина Миколаївна              | 03.11.2010            | середня            | член Партії регіонів                          | Стецьківська загальноосвітня школа, технічний працівник |
| 11                                                      | Ліщук Микола Петрович                 | 03.11.2010            | вища               | член Партії регіонів                          | Стецьківська загальноосвітня школа, вчитель             |
| 12                                                      | Ващук Сергій Степанович               | 03.11.2010            | вища               | член Партії регіонів                          | Стецьківська загальноосвітня школа, вчитель             |
| Політична партія Всеукраїнське об'єднання «Батьківщина» |                                       |                       |                    |                                               |                                                         |
| 8                                                       | Бабак Вадим Дмитрович                 | 03.11.2010            | вища               | член Всеукраїнського об'єднання «Батьківщина» | Стецьківська загальноосвітня школа, директор школи      |
| Політична партія «Сильна Україна»                       |                                       |                       |                    |                                               |                                                         |
| 1                                                       | Остапчук Володимир Миколайович        | 03.11.2010            | середня            | член Політичної партії «Сильна Україна»       | тимчасово не працює                                     |
| Самовисування                                           |                                       |                       |                    |                                               |                                                         |
| 2                                                       | Криницька Ганна Григорівна            | 03.11.2010            | середня            | позапартійна                                  | тимчасово не працює                                     |
| 3                                                       | Мартинюк Анатолій Ростиславович       | 03.11.2010            | середня            | позапартійний                                 | тимчасово не працює                                     |
| 4                                                       | Красноголовець Людмила Яківна         | 03.11.2010            | середня спеціальна | позапартійна                                  | Стецьківська с/р, секретар                              |
| 6                                                       | Пашковецька Тетяна Василівна          | 03.11.2010            | вища               | позапартійна                                  | Стецьківська загальноосвітня школа, технічний працівник |
| 7                                                       | Щербюк Наталія Ростиславівна          | 03.11.2010            | середня спеціальна | позапартійна                                  | Стецьківська с/р, бухгалтер                             |
| 9                                                       | Мельник Степан Дмитрович              | 03.11.2010            | вища               | позапартійний                                 | ТОВ «Укрзернопром-Старокостянтинів», завідувач складу   |
| 10                                                      | Красноголовець Володимир Анатолійович | 03.11.2010            | середня            | позапартійний                                 | ТОВ «Укрзернопром-Старокостянтинів», електрик           |